# Dizel-Arena
Dizel Arena (plným jménem, česky, Sportovně-divácký komplex Dizel Arena, rusky СЗК «Дизель-Арена» имени А.В. Кожевникова) je sportovní a zábavní areál v ruském městě Penza. Je domovskou arénou hokejového klubu VHL Dizel Penza. Kapacita komplexu činí 5 500 diváků.
Stadion byl uveden do provozu 2. prosince 2011. První oficiální zápas VHL proběhl 5. prosince 2011.
Dne 23. února 2012 se v aréně konalo utkání Pohár generace za účasti nejlepších hráčů MHL.
10. června 2020 byl komplex přejmenován podle sovětského hokejisty Alexandra Koževnikova.

## Sportovní areál
Součástí komplexu je:
- hlavní ledová aréna (5 500 lidí)
- tréninková ledová aréna
- bazén (25 metrů)
- tělocvična
- hotel

Centrální aréna se může také proměnit v koncertní síň.